# Assatanata
Assatanata (Saving Silverman) è una commedia umoristica, di genere demenziale di Dennis Dugan del 2001.

## Trama
J.D., Wayne e Darren sono amici per la pelle. 
L'unità del gruppo viene compromessa quando Darren perde la testa per Judith, una psicologa, che, ritenendo gli amici di Darren inadeguati, gli impedisce di frequentarli, causando lo scioglimento della loro band musicale.
J.D. e Wayne dovranno intervenire, violando ripetutamente il codice penale, per liberare il loro amico dall'influenza di Judith, sequestrandola e facendola credere morta in un incidente. Darren sembra assorbire bene il colpo anche grazie all'incontro con la novizia Sandy, che sembra essere la persona giusta per lui. Tuttavia, in un susseguirsi di situazioni sempre più paradossali e frenetiche, Judith manipola i suoi sequestratori, riesce a liberarsi e a farsi portare da Darren all'altare, fino al colpo di scena finale.

## Produzione
La lavorazione si è svolta principalmente ai Vancouver Film Studios (Columbia Britannica) per una spesa totale di 22 milioni di dollari.